# Ана Соларі
Ана Сесілія Соларі Ідояга (Монтевідео, 20 листопада 1957) — уругвайська письменниця, музикантка і педагогиня.

## Біографія
Змалку Ана вивчала німецьку та англійську мови. У підлітковому віці вона писала ілюстровані оповідання, і її інтерес до поєднання тексту з зображеннями можна побачити в кількох її роботах: Зак (1993 і 1994), Нотатки, знайдені на старому Край 3386 (1998), комікс Передмістя, проілюстрований Мартіном. Ансін та оповідання Мак, Море, Жаба та гніда, Випускники Матіаса та Ліс високих дерев.
У дитинстві вона почала вивчати музику (класична гітара, блокфлейта та теорія музики), яку продовжувала, поки не покинула країну. Її вчителями були Марія Жозефіна Річчі та Гарольд Франкен, альтист оркестру Sodre.
У 1975 році вона перервала навчання класичній музиці та створила музичний гурт Pro-Art разом з Даніелем Маджоло, Луїсом Трохоном і Табаре Ріверо, який також об'єднав Клаудію Ансельмі та поета Гільєрмо Балтара. Вони ставлять різні шоу. В той самий період Ана відвідує курси з Коріуном Ахароніаном і Грасіелою Параскеваїдіс.
У 1978 році виїхала до Венесуели, де прожила шість років і продовжувала музичну діяльність. Згодом вона повернулася до Уругваю і відновила свою діяльність як композитор і сольна співачка. З 1987 року виходить його альбом Нічия земля, записаний для лейблу Sondor, який поєднує міські пісні з експериментальною музикою та кандомбе. Згодом вона зрозуміла, що слова пісень — це невеликі оповіді (Mimí y los viajeantes стає історією, включеною в Afternoon Shopping), і в 1991 році вона кинула музику, щоб присвятити себе письменництву.
У 1991 році вона опублікувала свій перший твір, оповідання Транзит, яке з'явилося в антології Незнайомці та іноземці у видавництві Arca. Приблизно в той же час вона почала публікувати статті про культуру та літературу в таких ЗМІ, як Brecha, El País Cultural, La República та Cuadernos de Marcha.
Протягом десяти років вона займалася радіожурналістикою в програмах, які веде журналіст Даніель Фігарес, особливо пов'язаних з літературою. Він також написав такі п'єси, як Вампір в Жокей (режисер Маріана Перкович) і До побачення, гарний хлопчику (режисер Лучіана Лагіскет).
У 1997 році він почала вивчати китайську культуру та каліграфію, а в 2007 році отримала стипендію від Міністерства торгівлі Китайської Народної Республіки для вивчення китайської мандаринової мови в Пекіні, де він прожила три місяці. Прямим результатом того перебування стала п'єса «Містер Лінь і містер Ван — трохи щастя».
З 1995 року Ана була викладачкою письма в Школі комунікації факультету комунікації та дизайну Університету ОРТ, де в 1999 році отримала нагороду за відмінне викладання.
У 2017 році Ана отримала ступінь доктора філософії з комунікації в Національному університеті Ла-Плати. Її останньою роботою є дослідження десяти років Плану Сейбаль в Уругваї, опубліковане в 2017 році під назвою Сейбальська революція. Мрія, якій виповнилося 10 років.
У 2000 році разом із журналістом Андресом Альсіною Ана отрималав стипендію Ґуґґгенгайма, а в 2004 році — стипендію Фонду Рокфеллера для відвідування Центру Белладжіо в Белладжіо, Італія. У 2007 році вивчала китайську мову в Пекіні завдяки стипендії Китайської Народної Республіки.
У 2010 році Ана отримала першу премію за неопублікований наратив Міністерства освіти та культури Уругваю за книгу «Сеньйор Фішер».
Книжкова палата Уругваю присудила Соларі премію Legión del Libro.

## Твори
- Десятихвилинні історії (1991), передмова Х'юго Ачугара
- Майже так
- Місце, де сховані коні (1996),
- Нотатки знайдені…
- Пообідній день за покупками (Cal y Canto, 1997)
- Нотатки, знайдені в старому Cray 3386 (Aymará. 1998)
- Шотландія (Альфагуара , 2000)
- Мандрівник Нод. Вампір в Жокей (театр, 2001)
- Бурштинове намисто (2005)
- Тихий чоловік (2007)
- Сеньйор Фішер
- Автопортрет Гомера Алсіни Тевенет (Святе Слово. 2013)
- Остання жінка, у співавторстві з Жорді Бух Олівер (Parnass Ediciones, Barcelona. 2013)
- Герані (Лиман, 2014)
- Сейбальская революція. Мрія, якій виповнилося 10 років (2017)
- Жорсткість смерті (театр)
- Goodbye Pretty Boy (театр)

### Дискографія
- Нічия земля (серії Sondor 84522 і 44522, на касеті та вінілі відповідно. 1987)